# Jürgen Didong
Jürgen Didong (* 1957) ist ein deutscher Jurist.

## Werdegang
Didong studierte in Trier und Bonn Rechtswissenschaften. Nach seinem Referendariat im Oberlandesgerichtsbezirk Koblenz trat er 1987 in den Justizdienst ein. Er war anschließend für das Sozialgericht Koblenz tätig und sodann wissenschaftlicher Mitarbeiter beim Bundessozialgericht in Kassel. Anschließend war er Richter am Sozialgericht in Koblenz und stieg dort zum Vizepräsidenten auf. Im Jahr 2008 wurde Didong Präsident des Sozialgerichtes Trier. Seit dem 21. März 2017 war er Präsident des Sozialgerichts Koblenz.
Seit seiner Studienzeit ist er Mitglied der katholischen Studentenverbindungen KDStV Churtrier zu Trier und KDStV Ripuaria Bonn.